# Belo Monte
Belo Monte é um município brasileiro do estado de Alagoas.

## História
A exploração do rio São Francisco, a partir de 1850, possibilitou uma série de novas descobertas aos desbravadores da região. Ao atingir o rio Ipanema, foi encontrado, à sua margem, um caminho aberto para o interior, descobrindo, na verdade, o caminho que levava a Pesqueira, em Pernambuco. Exatamente no ponto de encontro entre os dois surgiu um núcleo populacional, onde missionários, colonizadores e comerciantes dos centros maiores faziam seus negócios - hoje ficou conhecido com Barra de Ipanema.
Foi dessa localidade que partiu um cidadão - cujo nome não foi registrado - com destino à região atualmente ocupada pelo município de Belo Monte, iniciando seu trabalho com a fundação de uma fazenda de gado. O curral da propriedade ficava onde hoje é a casa número 70, na Praça Epaminondas Machado,. e até hoje podem ser encontradas nas rochas as ruínas da casa grande.
A Lei Provincial nº. 960, de 1885, criou a freguesia. Em 1886, foi elevada à condição de vila, já com o nome de Belo Monte. Daí por diante sofreu muitas modificações em sua estrutura político-administrativa. Foi anexada e incorporada por outros municípios várias vezes. Em 1947, a sede foi transferida para a então Vila de Batalha, permanecendo Belo Monte um distrito. Só em 1958 conseguiu sua autonomia.

### Cronologia
- Cerca de 1822: tem início a colonização de Lagoa Funda, região onde futuramente se instalaria Belo Monte;[6]
- 1866: elevada à condição de vila, já com o nome de Belo Monte, desmembrada de Traipu;[6]
- 30 de maio de 1893: rebaixada a distrito, sendo novamente anexada a Traipu;[6]
- 20 de julho de 1895: elevada à condição de município;[6]
- 23 de fevereiro de 1932: o município é extinto e anexado a Pão de Açúcar como mero distrito;[6]
- 16 de setembro de 1935: volta a ser município, desmembrando-se de Pão de Açúcar;[6]
- 19 de janeiro de 1938: extingue-se novamente o município, que passa a figurar como distrito de Traipu;[6]
- 9 de julho de 1947: recria-se o município de Belo Monte, separando-o de Traipu;[6]
- 17 de setembro de 1949: cria-se o município de Batalha, do qual Belo Monte torna-se novamente distrito;[6]
- 24 de abril de 1958: mais uma vez promovida à condição de município.[6]

## Geografia
A sua sede está a 9º. “49’ 20” de latitude e 37. º 16’ 12’ de longitude Oeste de Greenwich (W. Gr.), a sua altitude (sede) é de 48 metros. Possui uma área de 334,8 km², ocupa dentro do território alagoano o equivalente a 1,65% do total. Portanto está 20º lugar em extensão territorial, distando da capital 220 km.
Integra a bacia leiteira. As suas terras, embora ricas em sais minerais e o solo não seja pobre, não existem chuvas regulares. É sertão bruto e sofredor, sendo totalmente atingido e flagelado pelas secas. Há abundância de minérios, como calcário, amianto, mármore, mica e ferro, entre outros

### Clima
Belo Monte está situado na zona fisiográfica do Sertão do Baixo São Francisco, e possui um clima semiárido, quente e seco.
A sua temperatura nem sempre é uniforme, dadas as irregularidades de relevo, variando entre 38°; a mais alta é 22°, a mais baixa, com uma média de 26°. Apesar das altas temperaturas durante o dia, as noites são amenas.
Há basicamente duas estações anuais: inverno, com chuvas fracas entre os meses de março a agosto, e verão, com fortes trovoadas entre agosto a março.

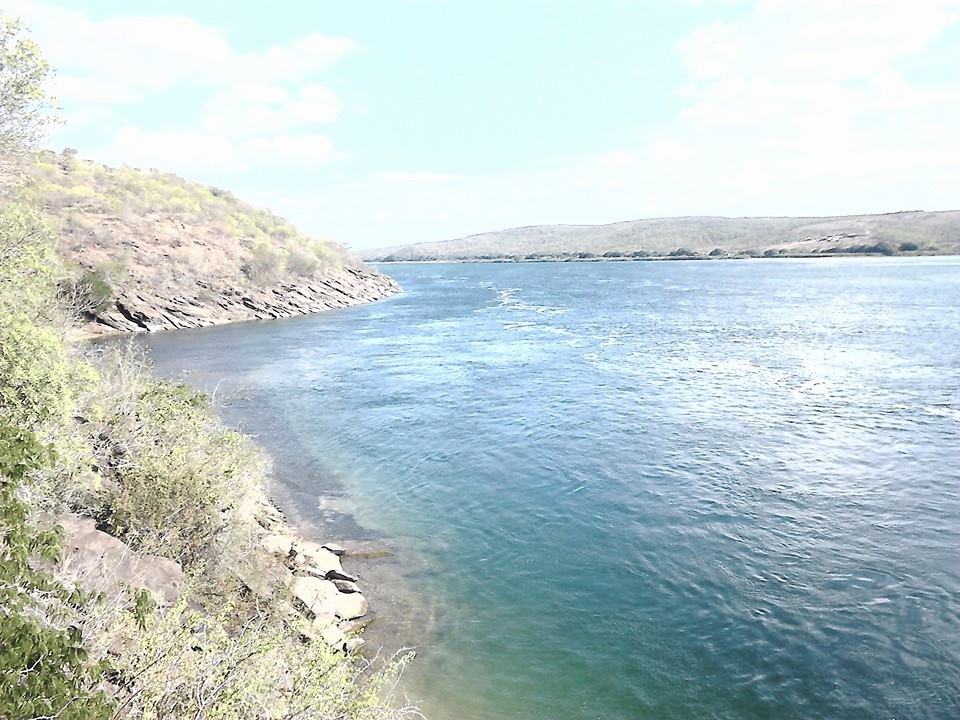
Vista do Rio São Francisco a partir de Belo Monte.

### Acidentes geográficos
Destacam-se como principal o rio São Francisco, que é um rio navegável mas, devido ao aterramento do seu leito, possibilita apenas que pequenas embarcações naveguem. Faz divisa com o estado de Sergipe, no município de Porto da Folha. Nele se situam as ilhas fluviais dos Prazeres e Terra-Firme.
O rio Ipanema banha o município numa extensão de aproximadamente 12 km, e não é um rio navegável.
Riachos: do Papagaio, Luango, Algodão Pilões, Boqueirão, Canudos, Pé-Leve e Volta Grande e os riachos temporários Olho d'Água, Porcos e Cardosos.
A serra mais importante do município é a das Serra das Porteiras, com 494 metros de altura. Embora de altitude um pouco inferior, mas temos ainda a Serra do Salgado.

### Limites
Limita-se com o estado de Sergipe e com os municípios de Pão de Açúcar, Jacaré dos Homens, Batalha e Traipu, no estado de Alagoas.

### Flora
A vegetação predominante é a do tipo das caatingas, com árvores de médio porte, entremeadas de cactáceas (mandacarus, xiquexiques, facheiros, macambiras e gravatás). Lamenta-se, porém, a impiedade das vegetações, sem nenhum princípio racional de aproveitamento ou reflorestamento, causando até mesmo o desaparecimento de algumas espécies.

### Fauna
Como em todo o município a vegetação predominante é a caatinga, fica difícil oferecer habitat favorável aos animais. Lamenta-se, entretanto, que o homem, através da caça, propicie a eliminação de muitas das espécies animais.

### Hidrografia
O rio de maior importância para o município é o rio São Francisco, devido a captação de águas para o consumo humano, e a pesca que gera renda para o município. Seguem os rios Jacaré (ou Salgado), o Ipanema e o Traipu.

## Cultura
O nome de Belo Monte originou-se da beleza topográfica da sua área, que, segundo a tradição corrente, fôra D. Pedro II, que na sua passagem por aqui, assim a batizou; de fato, quando ele criou Vila Lagoa Funda, já no decreto da criação mudara o nome para Belo Monte. Ainda restam três casas que foram senzalas: uma na Praça Epaminondas Machado, nº. 69, pertencente a João Soares Lima e já reformada em parte; a outra situada atrás das casas, na descida para o porto de Baixo, ainda primitiva e estragada, atualmente pertencente a Bonifácio Campos e há ainda uma casa que foi senzala no povoado Jacobina.
No município, há onze templos católicos: dois em Belo Monte, a Matriz Nossa Senhora de Bom Conselho, a capela de Santa Terezinha do Menino Jesus; uma capela em Restinga; duas na Barra do Ipanema (uma no povoado e outra na ilha em frente), uma no Riacho da Jacobina, duas em Olho D'Água Novo, uma em Maria Preta, uma em Poço do Marco e uma em Jacobina. Há também cinco templos evangélicos: dois da Igreja Pentecostal do Brasil, uma em Belo Monte e uma na Restinga, e três igrejas da Assembleia de Deus, uma em Belo Monte, uma na Restinga e uma no riacho da Jacobina.
Sabe-se, pela população mais velha, que Belo Monte nunca recebeu visitas (ao menos de público) de Lampião ou dos cangaceiros, ou sofreu jamais vexames da parte deles).
Suas principais festas são a de Bom Jesus dos Navegantes ocorre no município no período de 29 de dezembro a 1 de janeiro, e da Padroeira (Nossa Senhora do Bom Conselho), que é comemorada todos os anos dia 2 de fevereiro.

## Turismo
A prainha do rio São Francisco é um ponto atrativo da região, onde hoje está instalado o miniterminal turístico, mas o município chama atenção pelo carnaval animado e pelas vaquejadas realizadas regularmente.